# Triptyque du Jugement dernier (Fra Angelico)
Pour les articles homonymes, voir Jugement dernier (homonymie).
 (mars 2020).
Si vous disposez d'ouvrages ou d'articles de référence ou si vous connaissez des sites web de qualité traitant du thème abordé ici, merci de compléter l'article en donnant les références utiles à sa vérifiabilité et en les liant à la section « Notes et références ».
Le Triptyque du Jugement dernier, Ascension et Pentecôte (en italien, trittico del giudizio universale, ascensione e pentecoste) est une peinture triptyque réalisée a tempera sur panneaux de bois (55 × 38 cm pour le panneau central) attribuée sans preuves formelles à Fra Angelico, qui daterait des années 1450-1455 et conservée dans la Galerie nationale d'Art Ancien du Palais Corsini à Rome. 

## Description
Le triptyque représente, de gauche à droite, l'Ascension, le Jugement dernier et la Pentecôte. Le panneau central ressemble étroitement au panneau réalisé pour le couvent Couvent Sainte-Marie-des-Anges de Florence (vers 1431), avec une composition similaire qui voit Christ Juge entouré de saints en haut, et en bas les bienheureux et les damnés séparés par une rangée de tombes découvertes (une rangée unique) disposées en perspective vers l'arrière-plan. 
L'attribution et la datation tardive se justifieraient par quelques analogies avec l'œuvre phare de la dernière période du peintre, l'Armadio degli Argenti. En particulier, la figure de la femme tourmentée par le Diable sur la droite est en étroite relation avec une figure du Massacre des Innocents de l'Armadio, tandis que le Christ a une pose éloquente qui reprend le Christ Juge de la voûte de la chapelle San Brizio à Orvieto (1447).

## Attribution incertaine
- Ni John Pope-Hennessy, dans Beato Angelico, Scala, Florence,  1981, ni Diane Cole Ahl, Fra Angelico, Phaidon, 2008  (ISBN 978-0-7148-5858-6) ne citent cette œuvre dans leurs ouvrages.